# 庞多雷县 (华盛顿州)
龐多雷縣（英語：Pend Oreille County）是美国华盛顿州東北角的一個郡，北鄰加拿大不列颠哥伦比亚省，東鄰爱达荷州，面積3,692平方公里。根據2020年美國人口普查，共有人口13,401人。縣治新港（Newport）。該縣成立於1911年3月1日，縣名來自龐多雷人（印第安人的一支），而「龐多雷」是法语「耳環」的意思。